# José Cifuentes
José Adoni Cifuentes Charcopa, noto semplicemente come José Cifuentes (Esmeraldas, 12 marzo 1999), è un calciatore ecuadoriano, centrocampista dell'Arīs Salonicco, in prestito dai Rangers, e della nazionale ecuadoriana.

## Carriera

### Club
Cresciuto nelle giovanili dell'Universidad Católica, nel 2017 viene ceduto in prestito all'América de Quito.
Il 13 gennaio 2020 viene acquistato dal Los Angeles FC.
Il 3 agosto 2023 viene ceduto ai Rangers.

### Nazionale
Con la nazionale Under-20 ecuadoriana ha preso parte al Sudamericano Under-20 2019 ed al Mondiale Under-20 del medesimo anno.
Nel 2022 ha partecipato ai Mondiali.

## Statistiche

### Presenze e reti nei club
Statistiche aggiornate al 10 maggio 2025.
| Stagione                    | Squadra                     | Campionato                  | Campionato | Campionato | Coppe nazionali | Coppe nazionali | Coppe nazionali | Coppe continentali | Coppe continentali | Coppe continentali | Altre coppe | Altre coppe | Altre coppe | Totale | Totale |
| Stagione                    | Squadra                     | Comp                        | Pres       | Reti       | Comp            | Pres            | Reti            | Comp               | Pres               | Reti               | Comp        | Pres        | Reti        | Pres   | Reti   |
| --------------------------- | --------------------------- | --------------------------- | ---------- | ---------- | --------------- | --------------- | --------------- | ------------------ | ------------------ | ------------------ | ----------- | ----------- | ----------- | ------ | ------ |
| 2016                        | Universidad Católica        | A                           | 4          | 0          | -               | -               | -               | CS                 | 0                  | 0                  | -           | -           | -           | 4      | 0      |
| gen.-lug. 2017              | Universidad Católica        | A                           | 2          | 0          | -               | -               | -               | -                  | -                  | -                  | -           | -           | -           | 6      | 0      |
| Totale Universidad Católica | Totale Universidad Católica | Totale Universidad Católica | 6          | 0          |                 | 0               | 0               |                    | 0                  | 0                  |             | -           | -           | 6      | 0      |
| lug.- dic. 2017             | América de Quito            | B                           | 22         | 2          | -               | -               | -               | -                  | -                  | -                  | -           | -           | -           | 22     | 2      |
| 2018                        | América de Quito            | B                           | 29         | 5          | -               | -               | -               | -                  | -                  | -                  | -           | -           | -           | 29     | 5      |
| 2019                        | América de Quito            | A                           | 17         | 0          | CE              | 2               | 1               | -                  | -                  | -                  | -           | -           | -           | 19     | 1      |
| Totale América de Quito     | Totale América de Quito     | Totale América de Quito     | 68         | 7          |                 | 2               | 1               |                    | 0                  | 0                  |             | -           | -           | 70     | 8      |
| 2020                        | Los Angeles FC              | MLS                         | 15         | 1          | -               | -               | -               | CCL                | 3                  | 0                  | MiB         | 5           | 0           | 23     | 1      |
| 2021                        | Los Angeles FC              | MLS                         | 32         | 5          | -               | -               | -               | -                  | -                  | -                  | -           | -           | -           | 32     | 5      |
| 2022                        | Los Angeles FC              | MLS                         | 33+3       | 7+0        | USOC            | 3               | 0               | -                  | -                  | -                  | LC          | 1           | 0           | 40     | 7      |
| gen.-ago. 2023              | Los Angeles FC              | MLS                         | 19         | 1          | USOC            | 0               | 0               | CCL                | 7                  | 1                  | -           | -           | -           | 26     | 2      |
| Totale Los Angeles FC       | Totale Los Angeles FC       | Totale Los Angeles FC       | 121        | 14         |                 | 3               | 0               |                    | 10                 | 1                  |             | 6           | 0           | 140    | 15     |
| 2023-feb. 2024              | Rangers                     | SP                          | 9          | 0          | SC+CdL          | 0+2             | 0               | UCL+UEL            | 4+5                | 0                  | -           | -           | -           | 20     | 0      |
| feb.-ago. 2024              | Cruzeiro                    | MII+A                       | 6+3        | 0          | CB              | 0               | 0               | CS                 | 3                  | 0                  | -           | -           | -           | 12     | 0      |
| 2024-2025                   | Arīs Salonicco              | SL                          | 29         | 1          | CG              | 2               | 0               | -                  | -                  | -                  | -           | -           | -           | 31     | 1      |
| Totale carriera             | Totale carriera             | Totale carriera             | 223        | 22         |                 | 9               | 1               |                    | 22                 | 1                  |             | 6           | 0           | 260    | 24     |

### Cronologia presenze e reti in nazionale
| Cronologia completa delle presenze e delle reti in nazionale ― Ecuador | Cronologia completa delle presenze e delle reti in nazionale ― Ecuador | Cronologia completa delle presenze e delle reti in nazionale ― Ecuador | Cronologia completa delle presenze e delle reti in nazionale ― Ecuador | Cronologia completa delle presenze e delle reti in nazionale ― Ecuador | Cronologia completa delle presenze e delle reti in nazionale ― Ecuador | Cronologia completa delle presenze e delle reti in nazionale ― Ecuador | Cronologia completa delle presenze e delle reti in nazionale ― Ecuador |
| Data                                                                   | Città                                                                  | In casa                                                                | Risultato                                                              | Ospiti                                                                 | Competizione                                                           | Reti                                                                   | Note                                                                   |
| ---------------------------------------------------------------------- | ---------------------------------------------------------------------- | ---------------------------------------------------------------------- | ---------------------------------------------------------------------- | ---------------------------------------------------------------------- | ---------------------------------------------------------------------- | ---------------------------------------------------------------------- | ---------------------------------------------------------------------- |
| 6-9-2019                                                               | New Jersey                                                             | Ecuador                                                                | 1 – 0                                                                  | Perù                                                                   | Amichevole                                                             | -                                                                      | 81’                                                                    |
| 11-9-2019                                                              | Cuenca                                                                 | Ecuador                                                                | 3 – 0                                                                  | Bolivia                                                                | Amichevole                                                             | -                                                                      | 90’                                                                    |
| 13-10-2019                                                             | Elche                                                                  | Argentina                                                              | 6 – 1                                                                  | Ecuador                                                                | Amichevole                                                             | -                                                                      |                                                                        |
| 2-9-2021                                                               | Quito                                                                  | Ecuador                                                                | 2 – 0                                                                  | Paraguay                                                               | Qual. Mondiali 2022                                                    | -                                                                      | 59’                                                                    |
| 5-9-2021                                                               | Quito                                                                  | Ecuador                                                                | 0 – 0                                                                  | Cile                                                                   | Qual. Mondiali 2022                                                    | -                                                                      | 57’                                                                    |
| 5-12-2021                                                              | Houston                                                                | El Salvador                                                            | 1 – 1                                                                  | Ecuador                                                                | Amichevole                                                             | -                                                                      | 63’                                                                    |
| 3-6-2022                                                               | New Jersey                                                             | Ecuador                                                                | 1 – 0                                                                  | Nigeria                                                                | Amichevole                                                             | 1                                                                      | 86’                                                                    |
| 6-6-2022                                                               | Chicago                                                                | Messico                                                                | 0 – 0                                                                  | Ecuador                                                                | Amichevole                                                             | -                                                                      | 41’ 68’                                                                |
| 23-9-2022                                                              | Murcia                                                                 | Arabia Saudita                                                         | 0 – 0                                                                  | Ecuador                                                                | Amichevole                                                             | -                                                                      | 26’                                                                    |
| 27-9-2022                                                              | Düsseldorf                                                             | Ecuador                                                                | 0 – 0                                                                  | Giappone                                                               | Amichevole                                                             | -                                                                      | 76’                                                                    |
| 12-11-2022                                                             | Madrid                                                                 | Ecuador                                                                | 0 – 0                                                                  | Iraq                                                                   | Amichevole                                                             | -                                                                      | 63’                                                                    |
| 20-11-2022                                                             | Al Khawr                                                               | Qatar                                                                  | 0 – 2                                                                  | Ecuador                                                                | Mondiali 2022 - 1º turno                                               | -                                                                      | 77’                                                                    |
| 29-11-2022                                                             | Al Rayyan                                                              | Ecuador                                                                | 1 – 2                                                                  | Senegal                                                                | Mondiali 2022 - 1º turno                                               | -                                                                      | 46’                                                                    |
| 24-3-2023                                                              | Sydney                                                                 | Australia                                                              | 3 – 1                                                                  | Ecuador                                                                | Amichevole                                                             | -                                                                      |                                                                        |
| 28-3-2023                                                              | Melbourne                                                              | Australia                                                              | 1 – 2                                                                  | Ecuador                                                                | Amichevole                                                             | -                                                                      | 88’                                                                    |
| 20-6-2023                                                              | Chester                                                                | Ecuador                                                                | 3 – 1                                                                  | Costa Rica                                                             | Amichevole                                                             | -                                                                      | 67’                                                                    |
| 7-9-2023                                                               | Buenos Aires                                                           | Argentina                                                              | 1 – 0                                                                  | Ecuador                                                                | Qual. Mondiali 2026                                                    | -                                                                      | 61’ 68’                                                                |
| 12-10-2023                                                             | La Paz                                                                 | Bolivia                                                                | 1 – 2                                                                  | Ecuador                                                                | Qual. Mondiali 2026                                                    | -                                                                      | 56’                                                                    |
| 16-11-2023                                                             | Maturín                                                                | Venezuela                                                              | 0 – 0                                                                  | Ecuador                                                                | Qual. Mondiali 2026                                                    | -                                                                      | 31’ 90+2’                                                              |
| 21-3-2024                                                              | Harrison                                                               | Ecuador                                                                | 2 – 0                                                                  | Guatemala                                                              | Amichevole                                                             | -                                                                      | 72’                                                                    |
| 12-6-2024                                                              | Chester                                                                | Ecuador                                                                | 3 – 1                                                                  | Bolivia                                                                | Amichevole                                                             | -                                                                      | 63’                                                                    |
| Totale                                                                 |                                                                        | Presenze                                                               | 21                                                                     |                                                                        | Reti                                                                   | 0                                                                      |                                                                        |

| Cronologia completa delle presenze e delle reti in nazionale ― Ecuador under 20 | Cronologia completa delle presenze e delle reti in nazionale ― Ecuador under 20 | Cronologia completa delle presenze e delle reti in nazionale ― Ecuador under 20 | Cronologia completa delle presenze e delle reti in nazionale ― Ecuador under 20 | Cronologia completa delle presenze e delle reti in nazionale ― Ecuador under 20 | Cronologia completa delle presenze e delle reti in nazionale ― Ecuador under 20 | Cronologia completa delle presenze e delle reti in nazionale ― Ecuador under 20 | Cronologia completa delle presenze e delle reti in nazionale ― Ecuador under 20 |
| Data                                                                            | Città                                                                           | In casa                                                                         | Risultato                                                                       | Ospiti                                                                          | Competizione                                                                    | Reti                                                                            | Note                                                                            |
| ------------------------------------------------------------------------------- | ------------------------------------------------------------------------------- | ------------------------------------------------------------------------------- | ------------------------------------------------------------------------------- | ------------------------------------------------------------------------------- | ------------------------------------------------------------------------------- | ------------------------------------------------------------------------------- | ------------------------------------------------------------------------------- |
| 18-1-2019                                                                       | Talca                                                                           | Ecuador under 20                                                                | 3 – 0                                                                           | Paraguay under 20                                                               | Sudamericano Sub-20 2019 - 1º turno                                             | -                                                                               |                                                                                 |
| 20-1-2019                                                                       | Curicó                                                                          | Uruguay under 20                                                                | 3 – 1                                                                           | Ecuador under 20                                                                | Sudamericano Sub-20 2019 - 1º turno                                             | -                                                                               |                                                                                 |
| 22-1-2019                                                                       | Talca                                                                           | Argentina under 20                                                              | 0 – 1                                                                           | Ecuador under 20                                                                | Sudamericano Sub-20 2019 - 1º turno                                             | -                                                                               |                                                                                 |
| 24-1-2019                                                                       | Curicó                                                                          | Perù under 20                                                                   | 1 – 3                                                                           | Ecuador under 20                                                                | Sudamericano Sub-20 2019 - 1º turno                                             | -                                                                               | 80’                                                                             |
| Totale                                                                          |                                                                                 | Presenze                                                                        | 4                                                                               |                                                                                 | Reti                                                                            | 0                                                                               |                                                                                 |

## Palmarès

### Competizioni nazionali
- MLS Supporters' Shield: 1

Los Angeles FC: 2022
- Campionato MLS: 1

Los Angeles FC: 2022
- Coppa di Lega scozzese: 1

Rangers: 2023-2024